# 缅因州
缅因州（法語：État du Maine），是美國東北部新英格蘭的一个州，北鄰加拿大魁北克省，東鄰加拿大新不倫瑞克省以及大西洋，西靠美國新罕布什爾州。

## 名稱
緬因州的名稱來歷並無統一的說法。2001年緬因州議會通過的確立「法裔美國人日」之決議中認為，緬因州名取自法國曼恩行省（Maine）。另一個常見的說法則是，「緬因」取自英語一詞，意為「大陸、本土」，最早是相對於緬因沿岸島嶼的稱謂。

## 地理
緬因州北鄰加拿大魁北克省，東鄰加拿大新不倫瑞克省以及大西洋，西靠美國新罕布什爾州，其最東端也是美國本土五十州的最東端。位於緬因外海的馬柴厄斯海豹島和北岩礁，这兩座小島是美國、加拿大之間的爭議區。
緬因州是美國密西西比河以東人口密度最低的州份，境內90%的面積由森林覆蓋，因此該州亦稱為「松樹之州」（Pine Tree State）。州內最高峰為卡塔丁山，該山亦是阿帕拉契小徑最北端的起點。

## 歷史
緬因州的先住民族是說阿尔冈昆语族（Algonquian languages）的瓦巴纳基联盟諸部落。1652年緬因正式成為英國麻薩諸塞灣殖民地的一部分，美國獨立後仍屬美國麻薩諸塞州，但屬於該州飛地。1820年，美國國會為了保持聯邦內蓄奴州和自由州數量的均衡，同意採用密蘇里妥協案，准許密蘇里州作為蓄奴州加入聯邦，同時准許緬因從麻薩諸塞州分裂出來，獨立為一州，緬因州於1820年3月15日加入聯邦。
緬因與北面的英屬北美（今加拿大）之間長期存在大面積的領土糾紛，1838至39年間，兩方駐軍一度為此而走向戰爭邊緣（史稱阿魯斯圖克戰爭），直到1842年美英簽署韦伯斯特－阿什伯顿条约（Treaty of Webster-Ashburton）才得到解決。

## 人口
| 调查年            | 人口      | 备注 | %±    |
| ----------------- | --------- | ---- | ----- |
| 1790              | 96,540    |      | —     |
| 1800              | 151,719   |      | 57.2% |
| 1810              | 228,705   |      | 50.7% |
| 1820              | 298,335   |      | 30.4% |
| 1830              | 399,455   |      | 33.9% |
| 1840              | 501,793   |      | 25.6% |
| 1850              | 583,169   |      | 16.2% |
| 1860              | 628,279   |      | 7.7%  |
| 1870              | 626,915   |      | −0.2% |
| 1880              | 648,936   |      | 3.5%  |
| 1890              | 661,086   |      | 1.9%  |
| 1900              | 694,466   |      | 5.0%  |
| 1910              | 742,371   |      | 6.9%  |
| 1920              | 768,014   |      | 3.5%  |
| 1930              | 797,423   |      | 3.8%  |
| 1940              | 847,226   |      | 6.2%  |
| 1950              | 913,774   |      | 7.9%  |
| 1960              | 969,265   |      | 6.1%  |
| 1970              | 992,048   |      | 2.4%  |
| 1980              | 1,124,660 |      | 13.4% |
| 1990              | 1,227,928 |      | 9.2%  |
| 2000              | 1,274,923 |      | 3.8%  |
| 2010              | 1,328,361 |      | 4.2%  |
| 2012年估计        | 1,329,192 |      | 0.1%  |
| Source: 1910-2010 |           |      |       |

緬因地處美國本土最北端，冬季氣候嚴寒，但夏季時成為避暑勝地，使得緬因州有大量的季節性人口。波特蘭地區是緬因州人口最稠密的地區，緬因中北部則有大片無人區。
| 緬因州民族 | 緬因州民族 | 緬因州民族 | 緬因州民族 | 緬因州民族 | 緬因州民族 |
| 按種族 | 白人       | 黑人       | AIAN       | 亞裔       | NHPI       |
| --- | ---------- | ---------- | ---------- | ---------- | ---------- |
| 2000年（總人口） | 98.08%     | 0.77%      | 1.03%      | 0.93%      | 0.06%      |
| 2000年（西語裔） | 0.66%      | 0.06%      | 0.03%      | 0.02%      | 0.01%      |
| 2005年（總人口） | 97.81%     | 1.02%      | 1.00%      | 1.06%      | 0.06%      |
| 2005年（西語裔） | 0.91%      | 0.07%      | 0.03%      | 0.02%      | 0.00%      |
| 2000－05年增長（總人口） | 3.37%      | 37.45%     | 0.77%      | 17.68%     | 2.76%      |
| 2000－05年增長（非西語裔） | 3.09%      | 38.61%     | 0.95%      | 18.10%     | 9.48%      |
| 2000－05年增長（西語裔） | 44.03%     | 22.69%     | -5.57%     | -3.52%     | -43.56%    |
| AIAN為印第安人及阿拉斯加原住民；NHPI為夏威夷原住民及太平洋島嶼裔 由於美國人口普查中允許多選種族，因此五列數據的總和大於100%。 美國人口普查中種族選項包含「其他」，普查局在整理資料時將填寫「其他」的人口以其他方式歸併到五個種族分類當中。 |            |            |            |            |            |

2000年全國普查中緬因州人數最多的自我認同族裔為：英格蘭裔（21.5%）、愛爾蘭裔（15.1%）、法裔（14.2%）、本土化血統者（9.3%）、法語加拿大裔（8.6%）；人數最多的家庭語言為：英語（92.25%）、法語（5.28%）、西班牙語（0.79%）、德語（0.33%）、義大利語（0.12%）。
由於緬因州鄰近加拿大的法語省份魁北克省，因此緬因州內——尤其是北部邊境——有大量的法裔人口，緬因州內家庭語言為法語的人口比例在美國各州當中排名第一。
緬因州居民的宗教信仰包括：
- 基督宗教– 82%
  - 新教– 45%
  - 天主教– 37%
  - 其他教派– 1%
- 其他宗教– 1%
- 無宗教– 17%

缅因州5.5%的人口年龄低于5岁，23.6%未成年（低于18岁），14.4%为65岁或以上的老龄人口。51.3%的人口为妇女。

## 經濟
2007年，緬因州GDP為481億美元。

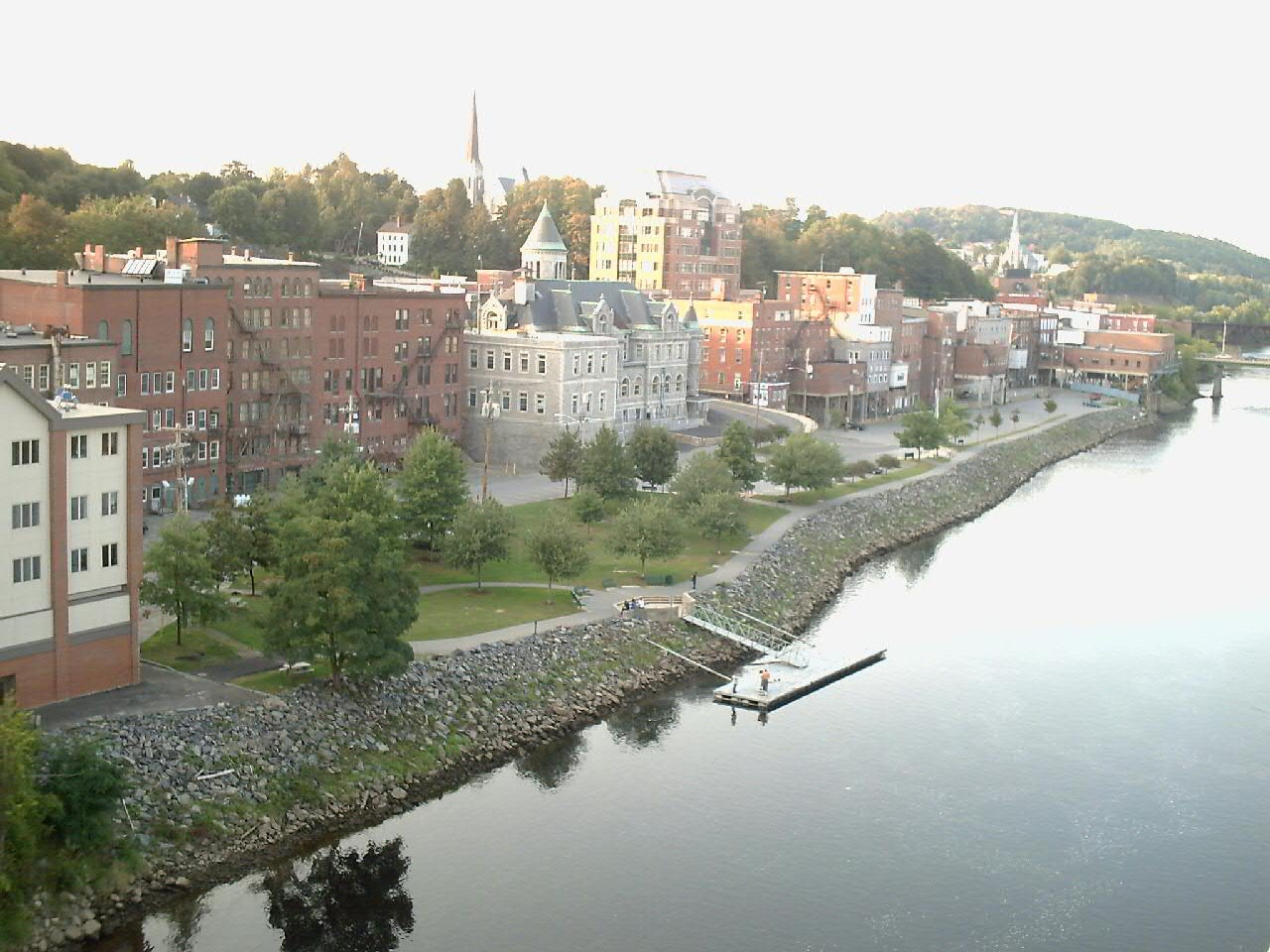
奧古斯塔

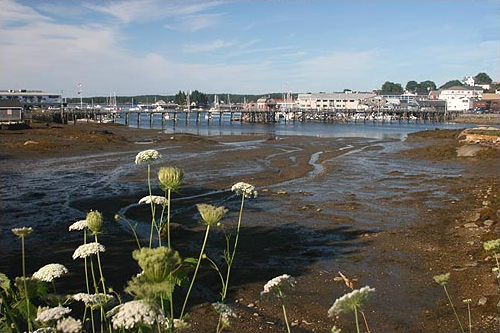
伯斯灣商港

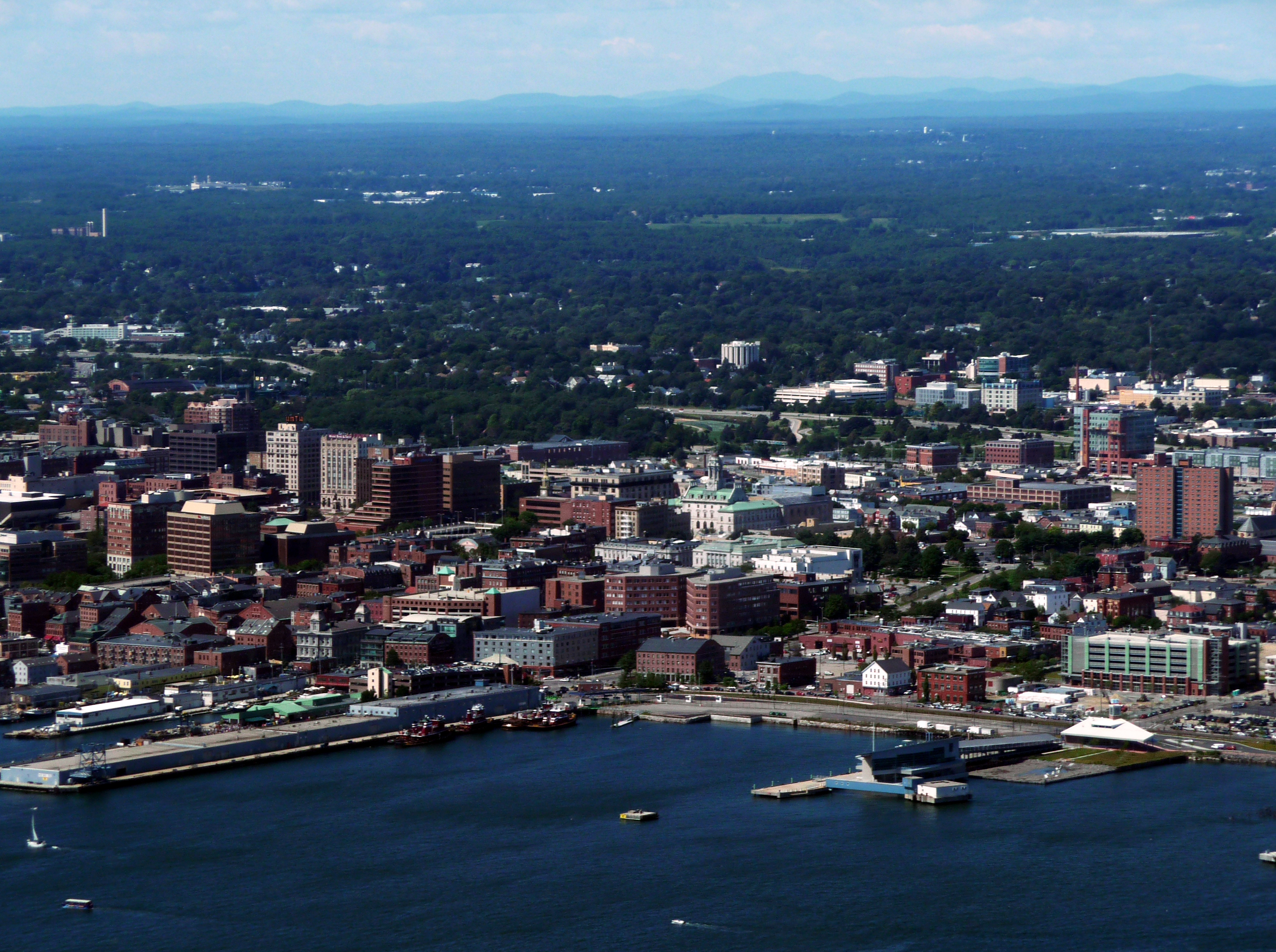
波特蘭

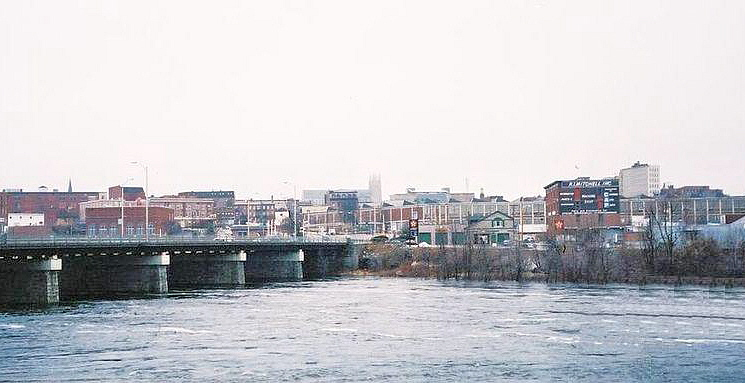
柳絲頓

緬因州出產家禽、雞蛋、乳製品、牛肉、蘋果、楓樹糖漿、馬鈴薯等農產品，並且佔有北美藍莓總產量的四分之一；漁業是緬因州的傳統產業，並以海螯蝦等海鮮產品享譽全國。緬因西部亦出產礦泉水。工業方面，緬因州生產紙、木材、木製品、電子器材、皮革、药品等。造船業也是緬因州的傳統產業之一，主要船廠有巴斯鐵廠（Bath Iron Works）、朴茨茅斯海军造船厂等。旅遊業和戶外娛樂是緬因州經濟的重要組成部分，包括打獵、釣魚、雪地車、滑雪、野營、徒步等。
在緬因設有總部的重要公司有：
- Cole Haan——鞋類品牌
- 仙童半導體公司（Fairchild Semiconductor）
- IDEXX Laboratories——獸醫、食品監測
- UNUM——保險
- L.L.Bean——戶外活動服装、器材
- TD Banknorth——銀行
- DeLorme——導航定位器材
- 美中合作缅因香雪制药厂

## 交通
緬因州有兩所國際機場，分別位於波特蘭及班戈。
- 波特兰国际喷气机机场（PWM）
- 班戈国际机场（BGR）

## 法律與政府
緬因州憲法和美國憲法一樣，規定政府三權分立。立法權屬於緬因州議會，其下分為緬因州参議院（35個議席）和緬因州眾議院（115個議席）；行政權的領導是緬因州長，任期四年，可連任一次；司法權屬於各法庭，其中緬因州最高法庭由七名法官組成，任期七年，連任次數不限。
在州內政壇，緬因州選民比大多數州更加支持第三黨及無黨籍参選人，1975年以來共當選過兩名無黨籍州長。
在全國政壇，緬因州在1980年代之前偏向美國共和黨，1990年代起開始支持美國民主黨，1992、1996、2000、2004、2008、2012以及2016年七次總統選舉中都支持民主黨参選人。除此以外，第三黨派總統参選人羅斯·佩羅於1992、1996年角逐總統寶座時，緬因州兩次成為他得票率最高的州份。共和黨總統候選人唐納·川普於2016年於緬因第二國會選區獲勝，為自1828年以來該州首度分裂投票。
緬因州在總統選舉當中，選舉人團共有四票，其中兩票投給全州得票勝出者，其餘兩票按緬因州兩個國會眾議院選區中的票數分別分配，這個制度只有緬因和內布拉斯加兩個州採用，其餘48個州和華盛頓特區則是贏者全拿，選舉人團所有票均投給全州得票勝出者。

## 行政區劃

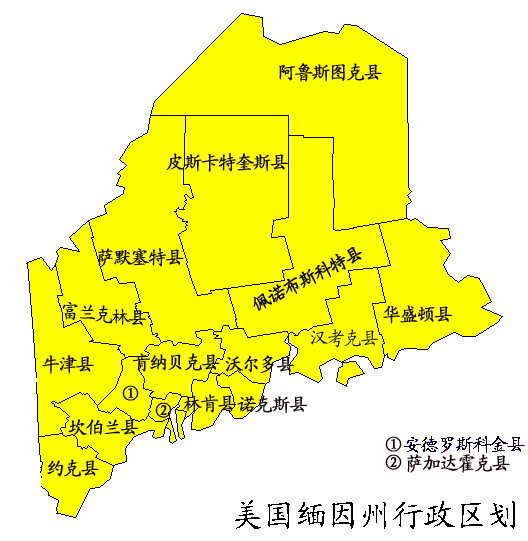
缅因州行政区划

緬因分為16個县，其下不到50%的面積又分為488個有組織的市鎮：22個市、432個鎮、34個莊園；其餘地區人煙稀少，分為400多個鄉，沒有相應的政府單位，事務由州政府直轄。

### 主要城市
緬因州首府为奥古斯塔，最大城市为波特兰。

### 都会区（镇区级统计）
| 排名 | 都会区名稱                     | 人口    |
| ---- | ------------------------------ | ------- |
| 1    | 波特兰-南波特兰 M-NECTA        | 362,531 |
| 2    | 班戈 M-NECTA                   | 133,338 |
| 3    | 刘易斯顿-奧本 M-NECTA          | 108,049 |
| 4    | 奥古斯塔 μ-NECTA               | 78,116  |
| 5    | 不伦瑞克 μ-NECTA               | 63,320  |
| 6    | 沃特维尔 μ-NECTA               | 46,099  |
| 7    | 朴茨茅斯 M-NECTA (州内部分)    | 28,901  |
| 8    | 桑福德 μ-NECTA                 | 23,611  |
| 9    | 多佛-达勒姆 M-NECTA (州内部分) | 21,069  |

### 都会区（县级统计）
| 排名 | 都会区名稱            | 人口    |
| ---- | --------------------- | ------- |
| 1    | 波特兰-南波特兰 MSA   | 535,420 |
| 2    | 班戈 MSA              | 151,096 |
| 3    | 奥古斯塔-沃特维尔 μSA | 122,083 |
| 4    | 刘易斯顿-奧本 MSA     | 107,679 |

### 镇
缅因州的“镇”（英語：town）是“行政镇区”（英語：civil township）归类为“小行政单位”（英語：minor civil division）。缅因州大部分地方都是“镇”管辖除了“市”（英語：city）和北部的“非建制地区”（英語：unincorporated areas）。“镇”和“自治体”（英語：municipality）是一致没有重叠。

## 教育
詳見緬因州學院和大學列表

## 名人

### 政治人物
- 漢尼巴爾·哈姆林，第15任美國副總統
- 洛特·M·莫里爾，第28任緬因州州長（任期：1858年1月6日－1861年1月2日）
- 約翰·巴爾達齊，第73任緬因州州長
- 保羅·勒佩吉，第74任緬因州州長（任期：2011年－）
- 奧林匹亞·史諾（Olympia Snowe）前任美国参议员（R）（1995年1月3日－2013年1月3日）
- 蘇珊·柯琳絲（Susan Collins）現任美国参议员（R）

### 社会
- 桃乐西亚·迪克斯（Dorothea Dix），社会改革家

### 文化
- 约翰·福特（John Ford），电影导演
- 史蒂芬·金（Stephen King），恐怖小说家
- 亨利·沃兹沃思·朗费罗（Henry Wadsworth Longfellow），诗人
- 埃德娜·聖文森特·米萊（Edna St. Vincent Millay），诗人
- 安德魯·魏斯（Andrew Wyeth）畫家
- 安娜·坎卓克（Anna Kendrick）演員

## 重要體育團體

### 棒球
- MiLB
  - 波特蘭海狗（Portland Sea Dogs），2A級東方聯盟，母隊：波士頓紅襪）
- NCAA
  - University of Maine

### 冰球
- NCAA
  - University of Maine

## 其他

### 交通

#### 重要高速公路
- 95號州際公路

## 外部連結
- 緬因州政府 （页面存档备份，存于）（英文）
- 美国的地区